# Stob Ghabhar

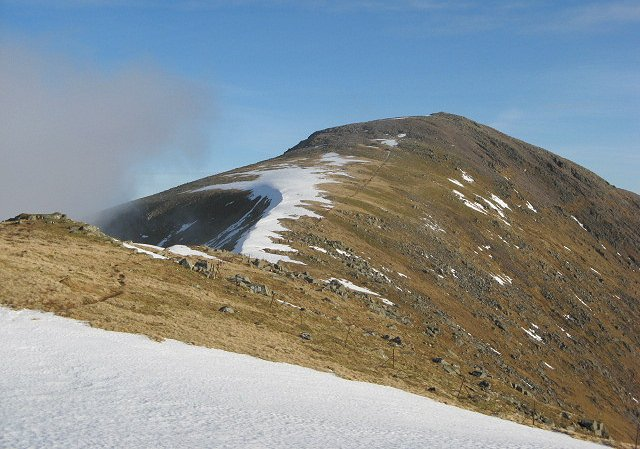
Blick zum Gipfel entlang des westlichen Gipfelgrats

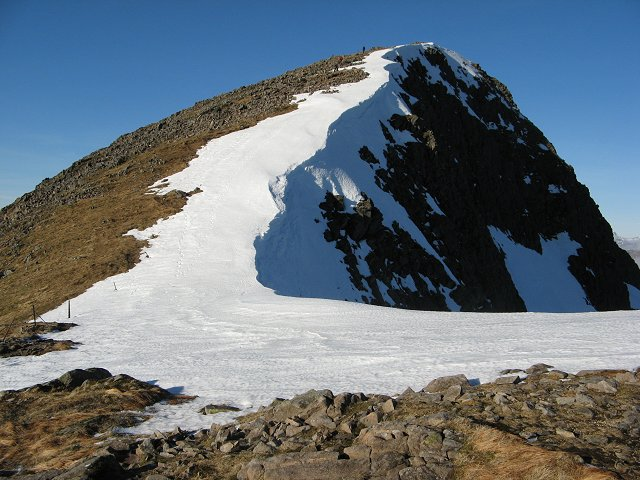
Blick vom 991 Meter hohen Vorgipfel des Aonach Eagach zum Gipfel des Stob Ghabhar entlang des markanten Südostgrats

Der Stob Ghabhar ist ein 1090 Meter hoher Berg in den schottischen Highlands. Sein gälischer Name kann etwa mit Spitze der Ziegen übersetzt werden. Der Berg liegt auf der Grenze zwischen den Council Areas Argyll and Bute und Highland und ist als Munro eingestuft.

## Beschreibung
In den Black Mount, die Teil einer sich von Loch Etive bis zum Westrand von Rannoch Moor erstreckenden Bergkette sind, ist der Stob Ghabhar die dritthöchste Erhebung und einer von vier Munros. Die Black Mount werden südlich von Loch Tulla und nördlich vom oberen Talende von Glen Coe begrenzt. Durch seine markant über Loch Tulla aufragende Ostseite beherrscht der Stob Ghabhar zusammen mit dem benachbarten, 945 Meter hohen Stob a’ Choire Odhair diesen Teil von Rannoch Moor und ist gut von der östlich verlaufenden A82 zu sehen. Am Gipfel des Stob Ghabhar als höchsten Punkt treffen sich zugleich die drei nach Westen, Südosten und Norden verlaufenden Grate des breit und massig wirkenden Berges. Am Ende der teils sehr schmalen, felsigen und beidseits steil abfallenden Grate liegen jeweils etwas niedrigere Vorgipfel des Stob Ghabhar. Südöstlich liegt der 991 Meter hohe Aonach Eagach, an den sich der deutlich niedrigere Übergang zum Stob a’ Choire Odhair anschließt. Westlich liegt der 990 Meter hohe Sròn a’ Ghearrain und im Norden der 976 Meter hohe Sròn nan Giubhas. Zwischen den Graten liegen jeweils tief eingeschnittene Corries, im zwischen Nord- und Südostgrat liegenden Coire Dhearbhadh liegt der kleine Karsee Coirein Lochain. Der Berg stellt zugleich einen Teil der Wasserscheide zwischen der schottischen Ost- und Westküste dar. Entlang der östlichen Seite entwässert er über Loch Tulla und Loch Bà in Richtung Nordsee, nach Westen und Norden in Richtung Schottische See.

## Aufstieg
Für Bergsteiger gibt es mehrere Möglichkeiten des Aufstiegs. Viele Munro-Bagger verbinden die Besteigung mit der des Stob a’ Choire Odhair. Die meistfrequentierte Zustiegsmöglichkeit beginnt am Ende der von Bridge of Orchy kommenden Fahrstraße bei der Victoria Bridge am Ostende von Loch Tulla, wo der West Highland Way den Abhainn Shira, einen Zufluss von Loch Tulla, überquert. Von dort führt der Weg entlang des Nordufers des Abhainn Shira bis zum Tal des Allt Toaig, der dem Corrie zwischen Stob Ghabhar und Stob a’ Choire Odhair entspringt. Entlang dieses Baches führt der Weg in das Corrie und dann steil ansteigend von Südosten bis zum Grat zwischen Hauptgipfel und dem Vorgipfel des Aonach Eagach. Der Weiterweg bis zum Gipfel über den schmalen Grat ist felsig und weist ausgesetzte Stellen auf. Vom Corrie des Allt Toaig kann auch der benachbarte Stob a'Choire Odhair bestiegen werden, von dessen Gipfel führt der Zustieg dann über den Verbindungsgrat und den Aonach Eagach zum Gipfel. Konditionell anspruchsvoll ist eine Tagestour über alle vier Munros der Black Mount, die vom Stob Ghabhar nach Norden über Creise und Meall a’ Bhùiridh bis zum Beginn des Glen Coe führt.